# (541029) 2018 AB1
(541029) 2018 AB1 es un asteroide perteneciente al cinturón de asteroides descubierto el 23 de marzo de 2010 por Wide-field Infrared Survey Explorer desde el telescopio espacial Wide-Field Infrared Survey Explorer (WISE), Estados Unidos.

## Designación y nombre
Designado provisionalmente como 2018 AB1.

## Características orbitales
2018 AB1 está situado a una distancia media del Sol de 2,631 ua, pudiendo alejarse hasta 3,229 ua y acercarse hasta 2,033 ua. Su excentricidad es 0,227 y la inclinación orbital 25,59 grados. Emplea 1559,22 días en completar una órbita alrededor del Sol.

## Características físicas
La magnitud absoluta de 2018 AB1 es 15,5. 